# Gertrude Ederle
Gertrude Ederlen (Nueva York, 23 de octubre de 1905 - Wyckoff, Nueva Jersey, 30 de noviembre de 2003) fue una nadadora estadounidense especializada en pruebas de estilo libre, donde consiguió ser campeona olímpica en 1924 en los 4 x 100 metros. En 1926 se convirtió en la primera mujer en cruzar a nado el Canal de la Mancha.

## Carrera deportiva
En los Juegos Olímpicos de París 1924 ganó la medalla de oro en los relevos de 4 x 100 metros libre, por delante de Reino Unido y Suecia; y en cuanto a las pruebas individuales ganó dos medallas de bronce: en 100 metros libre —tras sus compatriotas Ethel Lackie y Mariechen Wehselau— y en 400 metros libre, de nuevo tras dos estadounidenses Martha Norelius y Helen Wainwright. Fue la primera mujer en cruzar a nado el Canal de la Mancha el 6 de agosto de 1926.